# Pseudalpheopsis
Pseudalpheopsis is een geslacht van kreeftachtigen uit de klasse van de Malacostraca (hogere kreeftachtigen).

## Soort
- Pseudalpheopsis guana Anker, 2007